# Mar de fons
Mar de fons va ser una sèrie dramàtica produïda per Televisió de Catalunya i Diagonal TV, que es va emetre per TV3 des del 18 de setembre de 2006 fins al 30 de gener de 2007. Cada setmana s'emetien dos capítols, en prime time els dilluns i dimarts a la nit, sumant un total de 40.

## Argument
La sèrie està ambientada principalment a l'edifici del World Trade Center de Barcelona, on l'editorial Babel hi té la seu. La família Revert n'és la propietària i la dirigeix el patriarca Nofre Revert. Un dels seus fills, en Carles Revert, és psicòleg i té la consulta al mateix edifici. El marit de la filla gran treballa a l'editorial, i la filla petita vol muntar el seu propi negoci.
Al mateix edifici hi treballa de publicista, la Judit Blanchard, única descendent de la família Romeu, fundadora de l'editorial als anys 30. Els Romeu eren d'ideologia republicana i durant la Guerra Civil van perdre l'editorial a mans d'un gendre falangista, el pare del Nofre Revert.

## Actors
- Irene Montalà: Judit Blanchard
- David Selvas: Carles Revert
- Carme Elías: Montserrat Fontcuberta
- Fermí Reixach: Nofre Revert
- Laura Conejero: Susanna Revert
- Pere Arquillué: Tomàs Fuster
- Lloll Bertran: Amèlia Garcia
- Tània Sàrrias: Jana Revert
- Patrícia Bargalló: Eva Bertran
- Marta Padovan: Aurora Romeu
- Lluís Soler: Ernest Batlles
- Xavier Ruano: Ramon Aguiló
- Jordi Domènech: Ferran Aguiló
- Marina Salas: Laura Fuster
- Andrea Ros: Sílvia Fuster
- Carles Heredia: Josep Romeu
- Simón Andreu:Avi Carles Revert
- Roger Casamajor: Francesc
- Alícia Pérez Borràs: Dàlia Garcia